# Casa al carrer Clerch i Nicolau, 16 (Figueres)
L'edifici situat al Carrer Clerch i Nicolau, 16 és una obra del municipi de Figueres (Alt Empordà) inclosa en l'Inventari del Patrimoni Arquitectònic de Catalunya.

## Descripció
És un edifici entre mitgeres situat al centre de la ciutat. Originalment era un edifici de planta baixa tot i que fa pocs anys es va construir un altre pis a sobre. La façana està decorada per un esgrafiat que imita uns carreus ben tallats i ben disposats. A sobre d eles obertures, que es troben emmarcades, trobem les obertures de ventilació, decorades entre elles amb una franja horitzontal. L'element més destacat de l'edifici és la testera, amb la barana amb balustrada, amb un cos central decorat per un gran esgrafiat amb decoració vegetal.